# Dietary Supplement Health and Education Act 1994
Lire en ligne

Texte complet

Le Dietary Supplement Health and Education Act de 1994 ("DSHEA") est une loi fédérale américaine de 1994 qui définit et réglemente les compléments alimentaires. En vertu de cette loi, les compléments sont réglementés par la FDA en ce qui concerne les bonnes pratiques de fabrication en vertu du 21 CFR Part 111. Cette loi visait à exempter l'industrie des compléments alimentaires et à base de plantes de la plupart des réglementations de la FDA relatives aux médicaments, ce qui leur permettait d'être vendus et commercialisés sans que leurs allégations en matière de santé et de médecine ne soient étayées par des preuves scientifiques.

## Histoire
À la fin des années 1980 et au début des années 1990, le Congrès américain a examiné plusieurs projets de loi qui auraient renforcé les pouvoirs de la FDA. L'une de ces lois, la Nutrition Advertising Coordination Act de 1991, aurait renforcé la réglementation relative à l'étiquetage des compléments alimentaires. En réponse à cette proposition de loi, de nombreuses entreprises de produits diététiques ont commencé à faire pression sur le gouvernement pour qu'il rejette les lois et ont annoncé au public que la FDA interdirait les compléments alimentaires. 
Une publicité notable mettait en scène l'acteur Mel Gibson faisant l'objet d'une descente de police et arrêté par des agents de la FDA parce qu'il prenait des compléments de vitamine C,. Gerald Kessler, directeur général de Nature Plus, un fabricant de compléments alimentaires et l'un des leaders de l'effort de lobbying, a accusé la FDA d'avoir « un parti pris contre l'industrie des compléments alimentaires depuis 50 ans ».
Les sénateurs Orrin Hatch (R-Utah) et Tom Harkin (D-Iowa) ont introduit la loi sur la santé et l'éducation en matière de compléments alimentaires en 1994. Le 25 octobre 1994, le président Bill Clinton a promulgué la loi en déclarant : « Après plusieurs années d'efforts intenses, les fabricants, les experts en nutrition et les législateurs, agissant dans le cadre d'une alliance consciencieuse avec les consommateurs au niveau local, ont réussi à faire preuve de bon sens dans le traitement des compléments alimentaires dans le cadre de la réglementation et de la législation ».
Hatch a bénéficié d'un soutien financier important de la part de fabricants de compléments alimentaires, notamment les sociétés de marketing à paliers multiples XanGo et Herbalife.

## Définition du supplément
La DSHEA définit le terme « complément alimentaire » comme un produit (autre que le tabac) destiné à compléter le régime alimentaire qui porte ou contient un ou plusieurs ingrédients alimentaires, y compris une vitamine, un minéral, une herbe ou une autre plante, un acide aminé, une substance alimentaire destinée à être utilisée par l'homme pour compléter le régime alimentaire en augmentant l'apport alimentaire total, ou un concentré, un métabolite, un constituant, un extrait ou une combinaison de l'un des ingrédients susmentionnés.
En outre, un complément alimentaire doit être étiqueté en tant que complément alimentaire et être destiné à être ingéré ; il ne doit pas être présenté comme un aliment conventionnel ou comme le seul élément d'un repas ou d'un régime. 
En outre, un complément alimentaire ne peut pas être approuvé ou autorisé à des fins de recherche en tant que nouveau médicament, antibiotique ou produit biologique, à moins qu'il n'ait été commercialisé en tant qu'aliment ou complément alimentaire avant cette approbation ou autorisation. En vertu de la DSHEA , les compléments alimentaires sont considérés comme des aliments, sauf aux fins de la définition d'un médicament.

## Étiquetage des compléments alimentaires
Une « étiquette » est une présentation de matériel écrit, imprimé ou graphique sur le contenant du complément alimentaire. La DSHEA et d'autres réglementations fédérales exigent que les informations suivantes figurent sur les étiquettes des compléments alimentaires.
- une déclaration d'identité contenant les mots « complément alimentaire ». Le mot « diététique » peut être remplacé par le nom de l'ingrédient diététique (par exemple, « supplément de ginseng »)[6].
- la quantité nette du contenu (par exemple, « 60 capsules »)[6].
- des informations nutritionnelles sous la forme d'un tableau « Supplement Facts », comprenant la taille de la portion du produit, la quantité et le pourcentage de la valeur journalière, s'il est établi, de chaque ingrédient diététique[6].
- si un supplément contient un mélange exclusif, le poids net du mélange ainsi qu'une liste de chaque ingrédient par ordre décroissant de poids doivent être indiqués[6].
- la partie de la plante utilisée, s'il s'agit d'une herbe ou d'une plante médicinale[6].
- le nom et le lieu d'établissement du fabricant, de l'emballeur ou du distributeur[6].
- une liste complète des ingrédients par leur nom commun ou usuel, soit par ordre décroissant de proéminence, soit avec la source de l'ingrédient alimentaire dans le tableau « Supplement Facts » après le nom de l'ingrédient alimentaire (par exemple, calcium (à partir de carbonate de calcium))[6].
- les informations relatives à la sécurité qui sont considérées comme « importantes » pour les conséquences pouvant résulter de l'utilisation du complément[6].
- la clause de non-responsabilité « Cette déclaration n'a pas été évaluée par la Food and Drug Administration. Ce produit n'est pas destiné à diagnostiquer, traiter, guérir ou prévenir une maladie » si le complément alimentaire contient une allégation d'effet sur la structure ou la fonction du corps (allégation de structure/fonction), une allégation de bien-être général ou une allégation de bénéfice lié à une maladie classique due à une carence en nutriments[6].
- Les fabricants peuvent, à leur discrétion, ajouter des informations supplémentaires sur les étiquettes (telles que des allégations et des déclarations d'assurance qualité) et décider de l'emplacement de ces informations sur les étiquettes[6].

## Examen réglementaire
En vertu de cette loi, les fabricants de compléments alimentaires n'ont pas besoin d'obtenir l'approbation de la FDA avant de commercialiser les compléments alimentaires qui ont été commercialisés aux États-Unis avant 1994. Les ingrédients alimentaires qui ne bénéficient pas de ces droits acquis sont définis comme de nouveaux ingrédients alimentaires dans l'article 21 U.S.C. 350b(d), et les notifications fournissant des preuves raisonnables de leur sécurité, ou des attentes raisonnables quant à leur sécurité, doivent être examinées (et non approuvées) par la FDA avant d'être commercialisées. 
La FDA n'est pas autorisée à approuver la sécurité et l'efficacité des compléments alimentaires. L'industrie des compléments alimentaires à base de plantes a critiqué ces réglementations qu'elle juge injustement strictes ; certains estiment qu'elles sapent les intentions initiales de la loi, à savoir donner à l'industrie des compléments alimentaires la liberté de commercialiser des compléments alimentaires en tant qu'aliments.

## Réception
Certaines études ont montré que le public dispose de peu d'informations sur la sécurité des compléments alimentaires disponibles sur le marché. D'autres études ont montré que la FDA dispose d'un réseau insuffisant sur le marché des compléments alimentaires pour répondre aux rapports d'événements indésirables. Un projet de loi visant à exiger le suivi des maladies liées à l'utilisation de compléments alimentaires a été bloqué en 2010 par le sénateur Hatch.
Les fabricants de compléments alimentaires ont généralement bien accueilli la loi, affirmant qu'elle protège le droit des consommateurs à avoir facilement accès aux compléments alimentaires, que leur efficacité soit prouvée ou non. La National Health Freedom Action qualifie la DSHEA de « pierre angulaire de la liberté de santé dans notre pays ».

## Critiques
Cet acte a été largement critiqué. Steven Novella a déclaré que

« Le marché que la DSHEA et le NCCAM ont conclu avec le public était le suivant : Laissons à l'industrie des compléments la liberté de commercialiser des produits non testés avec des allégations non étayées, et nous financerons ensuite des études fiables pour fournir au public des informations scientifiques afin qu'il puisse prendre les bonnes décisions pour lui-même. Cette "expérience" (qui n'est en fait qu'un cadeau à l'industrie des compléments alimentaires) a été un échec cuisant. Le résultat a été une explosion de l'industrie des compléments alimentaires qui a inondé le marché de produits inutiles et de fausses allégations. »

— Steven Novella
La loi a également été critiquée parce que les fabricants de compléments alimentaires ne sont pas tenus de démontrer l'innocuité des compléments avant de les commercialiser. La FDA ne peut interdire un supplément que si elle trouve la preuve que le supplément est dangereux. Cela signifie que les compléments dangereux ou inefficaces peuvent être vendus librement, alors que la FDA n'a qu'une capacité limitée à surveiller les effets indésirables des compléments. David Kessler, commissaire de la FDA lors de l'approbation de la DSHEA, a déclaré que

« La loi de 1994 sur les compléments alimentaires n'exige pas que les compléments alimentaires (définis au sens large pour inclure de nombreuses substances, telles que les herbes et les acides aminés, qui n'ont pas de valeur nutritive) soient considérés comme sûrs ou efficaces avant d'être commercialisés. La FDA n'examine pas minutieusement les compléments alimentaires avant leur mise sur le marché. L'agence est autorisée à restreindre une substance si elle présente un "risque significatif et déraisonnable" dans les conditions d'utilisation indiquées sur l'étiquette ou telles qu'elles sont couramment consommées... Le Congrès a montré peu d'intérêt pour la protection des consommateurs contre les dangers des compléments alimentaires, et encore moins contre les allégations frauduleuses qui sont faites, puisque ses membres pensent apparemment que peu de ces produits mettent réellement les gens en danger. Le public ne comprend pas non plus à quel point ces produits peuvent être dangereux. »

— David Kessler
Les critiques affirment également que de nombreux suppléments ne sont pas sûrs et ne sont pas naturels, alors que de nombreux membres du public pensent que les suppléments sont naturels, plus sains et plus efficaces que les médicaments. La DSHEA a également été critiquée pour être un projet de loi axé sur l'industrie, c'est-à-dire que le projet de loi est conçu pour l'industrie des suppléments, une industrie de plusieurs milliards de dollars, et non pas pour les consommateurs.